# نازیسم اتریشی
نازیسم اتریشی یا سوسیالیسم ملی اتریش جنبشی پان‌ژرمن بود که در آغاز قرن ۲۰ شکل گرفت. این جنبش در ۱۵ نوامبر ۱۹۰۳ هنگامی که حزب کارگر آلمان (DAP) در اتریش تأسیس شد و دبیرخانه آن در شهر اوسیگ (استی ناد لابم فعلی در جمهوری چک) مستقر شد، شکل مشخصی پیدا کرد. در اوایل سال ۱۹۳۳، تحت حاکمیت انگلبرت دولفوس (۱۹۳۲–۳۴) سرکوب شد، اما بعد احیا شد و بخشی از حزب نازی در سال ۱۹۳۸ آلمان شد.

## ریشه‌ها
فرانکو اشتاین، از شهر ایگر (چب فعلی جمهوری چک) و یک کتاب موست شاگرد لودویگ ووگل، از شهر بروکس (بیشترین کشور، جمهوری چک)، در سال ۱۸۹۳ سازمان آلمانی کارگران (اتحادیه ملی کارگران آلمان) را سازمان دادند. این مجموعه ای از کارگران، کارآموزان و اتحادیه‌های صنفی راه‌آهن، معادن و صنایع نساجی بود که در نتیجه درگیری‌های خود با بخش‌های غیر آلمانی زبان نیروی کار، به ویژه در سیستم‌های راه‌آهن، از ملی‌گرایی حمایت کردند. در سال ۱۸۹۹، استین توانست کنگره کارگری را در ایگر تشکیل دهد و یک برنامه ۲۵ ماده ای را اعلام کرد.
کنوانسیون دیگری در آوریل ۱۹۰۲ تحت عنوان "انجمن کارگران سیاسی آلمانی برای اتریش" ("Deutschpolitischer Arbeiterverein für Österreich") در ژاتتس برگزار شد. در اوسیگ، در ۱۵ نوامبر ۱۹۰۳، آنها با نام جدید، حزب کارگران آلمان در اتریش، سازماندهی مجدد کردند. در کنگره‌های بعدی حزب، هانس کنریش پیشنهاد کرد که خود را "Nationalsozialistische" (ملی-سوسیالیست) یا "Deutsch-soziale" (حزب آلمانی-اجتماعی) کارگری بنامد. این پیشنهاد توسط گروه‌های بوهمیایی، که نمی‌خواستند نام حزب ملی سوسیال چک را کپی کنند، مسدود شد. یکی از اعضای اولیه این گروه فردیناند بورشکوفسکی، چاپگر اهل Hohenstadt (موراویا) است که در زمینه نوشتن و انتشار فعالیت داشت.

## ناسیونال سوسیالیست
در کنگره حزب در وین در ماه مه ۱۹۱۸، این حزب نام خود را به حزب ناسیونال سوسیالیست کارگران) تغییر داد و یک برنامه ناسیونال سوسیالیست تولید کرد، که گمان می‌رود بر مانیفست بعدی نازی آلمان تأثیر داشته باشد.
شکاف DNSAP اتریشی به دو جناح در سال ۱۹۲۳، Deutschsozialen Verein (آلمان و اجتماعی انجمن) توسط دکتر رهبری والتر Riehl و شولتز-GRUPPE. پس از سال ۱۹۳۰، بیشتر اعضای سابق DNSAP طرفدار حزب ناسزی آلمان آلمان به رهبری آدولف هیتلر متولد اتریش شدند، و یکی از عناصر اصلی کودتای طرفدار نازی‌ها در ۹۳۸ بود که آنشلوس اتریش را با آلمان ایجاد کرد.
رهبران حزب، که Landesleiter به دلیل به رسمیت شناختن هیتلر به عنوان کلی دوبله شد پیشوا، شامل آلفرد Proksch (۱۹۳۱-۱۹۳۳)، هرمان Neubacher (۱۳۵) و جوزف لئوپولد (۱۹۳۶–۱۹۳۸)، اگر چه قدرت واقعی اغلب با وضع تئودور هابیخت، یک آلمانی که توسط هیتلر برای نظارت بر فعالیت نازی‌ها در اتریش فرستاده شده بود.